# Де Брюно, Адриан Франсуа
Адриан Франсуа Брюно (фр. Adrien François Bruno; 1771—1861) — французский военный деятель, бригадный генерал (1810 год), барон (1811 год), участник революционных и наполеоновских войн.

## Биография
Родился в семье французского дипломата в Индии Луи Брюно (фр. Louis Bruno) и его супруги Жозефы-Марии Лоу (фр. osèphe-Marie Law), племяннице Жана Лоу де Лористона, командующего французскими войсками в Индии. В 5 лет вернулся во Францию. 1 сентября 1793 года на военную службу в кавалерию в 4-й гусарский полк. С 1793 по 1794 годы служил в Северной армии. 3 июля 1795 года стал младшим лейтенантом и адъютантом генерала Сен-Реми. 24 августа 1795 года переведён в 1-й гусарский полк. С 1797 по 1800 годы служил в Итальянской армии. 4 января 1798 года стал капитаном. 11 апреля 1801 года назначен адъютантом генерала Буайе.
14 декабря 1801 года произведён в командиры эскадрона и назначен в 12-й гусарский полк. 29 октября 1803 года произведён в майоры, и назначен заместителем командира 10-го конно-егерского полка. С 10 июля 1806 год по 27 сентября 1806 года исполнял обязанности адъютанта короля Луи Бонапарта. В июле 1806 года перешёл на службу королевства Голландия. 27 сентября 1806 года назначен командиром 2-го полка голландских гусар. 20 декабря 1806 года стал командиром гусар Королевской гвардии. 6 апреля 1807 года произведён в генерал-майоры Голландской службы. 2 ноября 1808 года - генерал-лейтенант и великий конюший Голландской короны. Принимал участие в кампании 1809 года в Зеландии.
Когда Луи Бонапарт 1 июля 1810 года отрёкся от престола в пользу своего сына Наполеона Луи, он поручил его генералу Брюно; но Наполеон отвергт это отречение и аннексировал Голландию. 11 ноября 1810 года вновь на французской службе в звании бригадного генерала. 14 февраля 1811 года возглавил бригаду в 1-й дивизии тяжёлой кавалерии. В  Русской кампании 1812 года, командовал 2-й бригадой данной дивизии. После ранения генерала Сен-Жермена при Бородино возглавил всю дивизию. 20 января 1813 года занимался реорганизацией кавалерии 1-го Эльбского наблюдательно корпуса. С 4 апреля 1813 года командующий кавалерией 5-го армейского корпуса генерала Лористона. 1 июля 1813 года переведён в 1-й корпус. Отправленный для наблюдения на берег Флоэ после битвы при Дрездене, 18 сентября 1813 года в сражении под Фрайбергом попал в плен. Наполеон был суров к нему, написав: «Генерал Брюно был захвачен не 4000 человек, а 400; он мирно спал в городе со своими людьми». Император приказал повторить инструкции по бивуаку для лёгких войск. Брюно содержался в Венгрии. 26 июня 1814 года вернулся во Францию.
30 декабря 1814 года был назначен инспектором кавалерии в 16-м военном округе. 6 апреля 1815 года возглавил 1-ю бригаду в дивизии лёгкой кавалерии Жакино в Северной армии. Сражался при Ватерлоо. 1 сентября 1815 года был назначен командующим департамента Эро. С 31 декабря 1815 года без служебного назначения. 30 декабря 1818 года помещён в резерв Генерального штаба. С 21 апреля 1820 года по 6 декабря 1830 года возглавлял 1-й субдивизион 3-го военного округа. 5 апреля 1832 года возглавил департамент Вогезы. 1 октября 1833 года вышел в отставку. Умер в Париже в 1861 году.

## Воинские звания
- Гусар (1 сентября 1793 года);
- Младший лейтенант (3 июля 1795 года);
- Лейтенант (3 июля 1797 года);
- Капитан (4 января 1798 года);
- Командир эскадрона (14 декабря 1801 года);
- Майор (29 октября 1803 года);
- Полковник Голландии (27 сентября 1806 года);
- Генерал-майор Голландии (6 апреля 1807 года);
- Генерал-лейтенант Голландии (2 ноября 1808 года);
- Бригадный генерал (11 ноября 1810 года).

## Титулы
- Барон Брюно и Империи (фр. baron Bruno et de l'Empire; декрет от 19 марта 1808 года, патент подтверждён 10 июня 1811 года в Сен-Клу)[1].

## Награды
Легионер ордена Почётного легиона (25 марта 1804 года)
 Большой крест голландского ордена Единства (1807 год)
 Офицер ордена Почётного легиона (11 октября 1812 года)
 Кавалер военного ордена Святого Людовика (20 августа 1814 года)
 Командор ордена Почётного легиона (23 августа 1814 года)
 Кавалер испанского ордена Карлоса III